# Eckart Runge
Eckart Runge (* 1967 in Heidelberg) ist ein deutscher Cellist und Hochschulprofessor.

## Biographie
Eckart Runge wurde in eine Familie von Historikern und Diplomaten hineingeboren und wuchs in verschiedenen Ländern auf. Seinen ersten Cellounterricht erhielt er im Alter von neun Jahren in Prag. In Brüssel, wo er Abitur machte, war er am ‚Conservatoire Royal‘ Jungstudent bei Edmont Baert und studierte anschließend acht Jahre in der Meisterklasse von David Geringas in Lübeck. Weitere Mentoren waren Walter Levin, Alfred Brendel, Boris Pergamenschikow, das Alban Berg Quartett und György Kurtag.
Als Student gewann er zahlreiche Preise, wie beim Deutschen Musikwettbewerb, dem Premio-Stradivari Cremona, dem Concours International Violoncelle de Genève, sowie mit dem Quartett beim Premio Borciani und dem ARD-Wettbewerb. Diese Auszeichnungen legten den Grundstein für seine vielseitige Konzerttätigkeit.
Neben dem Studium hatte er die Stelle des Solocellisten im Philharmonischen Orchester Lübeck inne. Nach zwei Jahren kündigte er, um sich ganz dem kurz zuvor gegründeten Artemis Quartett widmen zu können, dessen Cellist er dreißig Jahre blieb.
Eckart Runge prägte durch alle Besetzungswechsel hindurch das charakteristische Profil des Artemis Quartetts, mit dem er weltweit konzertierte und eine umfassende Diskographie exklusiv bei Warner/Erato (vormals EMI/Virgin), aufbaute. Die Alben des Ensembles u. a. die Beethoven und Ligeti Gesamteinspielungen, wurde mehrfach mit dem Diapason d’or, dem Gramophone Award und viermal mit dem ECHO Klassik ausgezeichnet. Komponisten wie Jörg Widmann, Mauricio Sotelo, Lera Auerbach, Thomas Larcher und Eduard Demetz widmeten dem Ensemble Werke.
2018 entschloss sich Eckart Runge, eigene künstlerische Wege zu gehen und sich wieder ganz seinen solistischen und kammermusikalischen Projekten zu widmen, vor allem seiner zweiten großen Leidenschaft, den Grenzgängen zwischen klassischer Musik und Jazz, Tango, Rock- und Filmmusik.
Im Duo mit dem Pianisten Jacques Ammon konzertiert er seit 25 Jahren in Konzertserien, Festivals und Clubs. Die beiden begeistern mit den Programmen und Alben CelloTango, RussianSoul, CelloCinema und Baroque Blues gleichermaßen Kritiker wie auch breitere Publiken. Im Beethovenjahr 2020 ist das Duo Runge&Ammon mit RollOverBeethoven-Revolution u. a. in der Elbphilharmonie Hamburg, dem Beethovenhaus Bonn, BASF Mannheim, dem Schleswig-Holstein Musik Festival und beim WDR Köln zu Gast.
Für sein solistisches Debüt-Album 2020 mit dem Rundfunk-Sinfonieorchester Berlin hat Eckart Runge die Ersteinspielung des jazzigen Cellokonzerts op. 85 von Nikolai Kapustin und das 1. Cellokonzert von Alfred Schnittke ausgewählt.
Mit den Münchner Symphonikern wird er die Europäische Erstaufführung von John Williams Cellokonzert präsentieren.
Auch auf den Kammermusikpodien bleibt Eckart Runge weiterhin präsent: gemeinsam mit dem ECHO-Klassik-prämierten Quartetto di Cremona ist 2019 Einspielung des berühmten Streichquintetts C-Dur von Franz Schubert erschienen, mit dem die Musiker international auf Tournee gehen. Eine weitere künstlerische Zusammenarbeit besteht mit der Saxophonistin Asya Fateyewa und dem Akkordeonisten Andreas Borregaard. 2019 bringen die drei Musiker die Goldberg-Variationen von J.S.Bach in einer eigenen Bearbeitung auf die Bühne.
Als Professor an der Universität der Künste Berlin und an der Chapelle de la Reine Elisabeth Brüssel, sowie auf zahlreichen Meisterkursen gibt er seine Erfahrungen an Studenten aus aller Welt weiter.
Sein künstlerisches Selbstverständnis sieht Eckart Runge auch im gesellschaftlichen Engagement und unterstützt durch regelmäßige Benefizkonzerte und Einsatz vor Ort u. a. Organisationen wie Jeunesses Musicales Deutschland, Yehudi Menuhins Life Music Now sowie Mit-Mach-Musik, ein Integrationsprojekt für Flüchtlingskinder.

## Diskografie
- 1995: Trois Strophes: Werke von Schumann, Strauss, Debussy und Dutilleux - mit Peter von Wienhard (Ars Musici)

- 1996: Werke von Webern, Berg, Zemlinsy und Wolf - Artemis Quartett (Ars Musici)
- 1997: Beethoven: op.59/3 und op. 132  -  Artemis Quartett (Ars Musici)
- 1998: PiazzollaPassion: Werke von Piazzolla, Ginastera, De Falla, Granados, Ravel – Duo Runge&Ammon (Ars Musici)
- 2000: Ligeti: Streichquartette Nr. 1 und 2/Cellosonate (Ars Musici - übernommen Warner/Erato)
- 2001: CelloTango: Werke und Arrangements von Gardel, Gadé, Villoldo, Salgan und Piazzolla - Duo Runge&Ammon (Genuin)
- 2002: Brahms / Verdi: Streichquartette (Ars Musici)
- 2005: Beethoven: op.59/1 und 95 (EMI / Virgin- übernommen Warner/Erato)  ECHO-Klassik
- 2006: Janacek / Dvorak  (EMI / Virgin- übernommen Warner/Erato)
- 2007: Schumann / Brahms: Klavierquintett mit Leif-Ove Andsnes (EMI / Virgin- übern.  Warner/Erato)  Grammophone-Award
- 2008: RussianSoul: Werke und Arrangements von Kapustin und Rachmaninoff - Duo Runge&Ammon (Genuin)
- 2008: Schubert: Streichquintett C-Dur mit Truls Mørk (EMI / Virgin – übern. Warner/Erato)
- 2009: The Piazzolla Project: mit Jacques Ammon (EMI / Virgin- übern. Warner/Erato)
- 2010: Beethoven: op. 18/1 und op.130/133 (Warner/Erato), ECHO-Klassik
- 2011: Beethoven: Alle Streichquartette (EMI / Virgin- übern. Warner/Erato)
- 2011: Boccherini: Streichquintette mit Cuarteto Casals (Harmonia Mundi)
- 2012: CelloCinema: Werke und Arrangements von Chaplin, Rota, Morricone, Schostakowitsch und Janacek - Duo Runge&Ammon (Genuin)
- 2012: Schubert: Die späten Streichquartette (EMI / Virgin- übernommen Warner/Erato)
- 2013: Mendelssohn: Streichquartette op.13, op. 40/1 und op. 80 (Warner/Erato) ECHO-Klassik
- 2015: Brahms: Streichquartette op.51/1 und op.67 (Warner/Erato) ECHO-Klassik
- 2019: Schostakowitsch: Streichquartette Nr.5 , Nr.7 und Klavierquintett mit Elisabeth Leonskaja (Warner/Erato)
- 2019: Schubert: Streichquintett C-Dur Eckart Runge mit Quartetto di Cremona (audite)